# 征途
『征途』（せいと）は、佐藤大輔によって書かれた架空戦記である。1993年から1994年にかけて、徳間書店（トクマノベルズ）から全3巻が刊行された。佐藤の出世作であり、佐藤の長編シリーズ作品中、唯一完結したシリーズでもある。

## 概要
第1部「衰亡の国」は、冒頭で宇宙往還機の発進を前にした1995年の沖縄県嘉手納宇宙港の情景が描かれた後、一転して1944年のレイテ沖海戦まで視点が溯る。日本艦隊はサマール島沖で栗田健男提督が戦死した後も進撃を続けレイテ湾に突入、上陸作戦中の合衆国陸海軍に大打撃を与える。その結果として合衆国は沖縄侵攻を遅らせると共に、ソヴィエトに対して北海道侵攻を認める。
第2部「アイアン・フィスト作戦」および第3部「ヴィクトリー・ロード」では、ソヴィエトの樺太・北海道侵攻の結果、留萌 - 釧路線を境界として東京を首都とする日本国と豊原市（樺太）を首都とする日本民主主義人民共和国（北日本）に分断された二つの日本が、北海道戦争/祖国解放戦争・ヴェトナム戦争・湾岸戦争を通じ激しく対立しながら発展していく有様を、同じように分断された藤堂兄弟を中心に描き、北日本の独裁者の死をきっかけに勃発した最後の戦いの後、宇宙往還機が発進した直後の嘉手納宇宙港で幕を閉じる。
物語は、これらの歴史に関わった藤堂家一族と、1隻の戦艦＝太平洋戦争を生き残った戦艦大和を中心にして、「あり得たかもしれない、もう一つの日本の戦後史の歩み」を描いている。

## 登場人物

### 藤堂家
藤堂明
「衰亡の国」主人公のひとり。レイテ沖海戦時点では海軍中佐。
藤堂家は明の祖父の代から帝国海軍軍人であった。戦艦大和の砲術長としてレイテ沖海戦に参加していたが、海戦中に僚艦の砲弾が流れ弾となって大和の艦橋に命中し、森下艦長、能村副長の他、栗田長官、宇垣戦隊司令官以下艦隊司令部の面々もことごとく戦死してしまう。明は後部艦橋配置だったため難を逃れるが、大和の中で生存する兵科将校の最上級・最先任者として大和の指揮を執らざるを得なくなってしまう。その後、艦隊はレイテ湾突入と米軍上陸部隊の殲滅に成功し、米軍によって「セント・クリスピンの虐殺」と名づけられるほどの戦果を挙げた。
翌1945年、内地に一時帰還し大佐に昇進して戦艦武蔵の艦長に就任するが、長女は沖縄戦で斃れ、妻も本土への避難途中に敵潜の攻撃により没した後だった。やがて沖縄水上特攻に参加することとなり、唯一内地に残る二男の進を友人の堀井に託して出撃。台風にまぎれる事で沖縄への接近に成功し、沖縄沖海戦で敵艦数隻を撃沈・大破させる戦果を挙げたのち、自らも武蔵とともに壮絶な戦死を遂げた。死後、少将に特進。

藤堂守
「衰亡の国」「アイアン・フィスト作戦」「ヴィクトリー・ロード」全てを通じた主人公のひとりで、明の長男。
1945年、海軍少尉で流星改（守の乗機は、愛知航空機の技師だった「先生」によってエンジンを密かに換装された流星改一型）のパイロットとして北海道・千歳基地でソ連軍の参戦に備えていた。石狩湾で領海侵犯したソ連駆逐艦を自らの流星改が撃沈した事件（石狩湾事件）を口実としてソ連が対日参戦し、守も樺太（サハリン）・北海道北部をめぐる攻防戦の最前線で奮闘するが、乗機のエンジントラブルとソ連軍による対空射撃の被弾で、樺太・真岡付近に不時着。しかし、ソヴィエト軍の捕虜になるまでに遭遇したある出来事が深いトラウマとなり、妻サーシャ（本名：アレクサンドラ・スターリナ・コンドラチェンコ）と出会うまで長年にわたり「男性として大変な苦悩」を背負うこととなる。
日本分断後は北日本の人民空軍で戦闘機パイロットに転身、祖国解放戦争（北海道戦争の北日本側の呼称）で人民空軍初のエース・パイロットとなり、ヴェトナム戦争において被弾撃墜され負傷するまで第一線で活躍した。「愛国心などかけらも抱いていない」共産主義国家の軍人として生きることに葛藤を抱きながらも、最終的には空軍元帥・人民空軍総司令官まで昇進し、北日本の軍事力を事実上掌握したことから西側諸国より「イエロー・ゲーリング」と呼ばれるまでになる。しかしやはり共産主義国家の軍人であることに耐えられず、川宮哲夫と表向き手を組んで軍事クーデターを引き起こすと、哲夫を説得して先制攻撃を実施し統一戦争を勃発させるとともに、裏では義兄のコンドラチェンコや宗像たちと共に豊原政権打倒を目的とした行動を起こす。自らはサーシャとの間に一児を得るも夭折。その際の心労によって、サーシャもまた病死している。戦後半世紀の間、弟の進と直接顔を合わせたのはただ一度であった。

藤堂進
「アイアン・フィスト作戦」および「ヴィクトリー・ロード」主人公のひとりで、明の次男。大和が就役した日に生まれた。
沖縄からの疎開中、米海軍の雷撃により疎開船の貨物船を沈められた際、偶然同船した父親の知己の海軍軍人（後に自衛官となった進の上官になる）より貰った救命胴衣と、疎開船を撃沈した米海軍潜水艦の艦長の救助により本土の海岸に送られた事により、九死に一生を得ている。
父の死後はその友人であった堀井の家で育てられ、堀井の娘で一歳年上の雪子と結婚。長じて一般大学のROTCから海上自衛隊に入り、ヴェトナムに派遣される。湾岸戦争では一等海佐として護衛艦「やまと」の艦長を勤め、空母「ミッドウェイ」をめぐる戦いに参加。湾岸戦争終結後は海将補として第二航空護衛隊群司令に就任する。
第二航空護衛隊群司令を退任した後は無任所の海将補として退役を待つ身だったが、統一戦争勃発に伴い護衛艦隊司令部からの要請で第2機動任務群第8護衛隊司令として「やまと」に乗艦し第3次日本海海戦に参加した他、豊原近郊の戦略打撃軍IRBM基地への艦砲射撃を指揮した。統一戦争終結後、海将補で退役。

藤堂礼子
明の妻。那覇郊外の造り酒屋の娘。
夫の出征中に身を寄せていた実家から戦火を避け、次男・進とともに貨物船にて呉に疎開しようとするが、疎開船が米潜水艦の雷撃を受け沈没、船から投げ出され漂流中に進の救命胴衣を奪おうとした他の疎開者との争いで力尽き、溺死する。

藤堂貴子
明の長女。
礼子と進の疎開に同行することを拒否して沖縄に残る。沖縄戦の混乱の中、補助看護婦として徴用されていたが、逃げ遅れた幼い兄妹（後述の国場兄妹）を助けようとして避難していた洞窟から走り出たところ、グラマンTBFから機銃掃射を浴びて死亡。

藤堂拓馬
進の長男。航空自衛隊の戦闘機パイロットで、TACネームは「ビッグ・ガン」（由来は祖父・明の戦功に因む説と、拓馬自身の股間に因む説がある）。
1982年の南北休戦会談（守と進も出席）が行われるなか、搭乗するF15CJ改イーグルが「領空侵犯機」として日本民主主義人民共和国・第125防空中隊のミサイル攻撃により撃墜され戦死。なお、拓馬が戦死する結果となった「領空侵犯事件」は、公安調査情報庁（SRI）が守を南日本に脱出させようと仕掛けた政治工作を排除する意図をもって、国家保安省（NSD）長官の滝川が仕組んだものであった。

藤堂輝男
「ヴィクトリー・ロード」主人公のひとりで、進の次男。
72年のひかり3号の有人宇宙飛行に心を打たれる少年ではあったが、エリート肌の兄に対し、高校までは不良少年であった。しかし、警察沙汰の事件を起こしたことをきっかけに更生し、海上自衛隊に入隊。戦闘機パイロットとなり湾岸戦争に従軍、その後は海上自衛隊での出世の道を捨てる覚悟で宇宙飛行士を目指すも、統一戦争開戦に伴い招集、統一戦争でジェット時代初のダブル・エース・パイロットとして空戦史に名を残す。TACネームは「テディ・ベア」。1995年には宇宙往還機第一号の機長に選ばれる。

藤堂美咲
輝男の妻。旧姓・土井。
父母ともに死別し（父はSRI職員であったが、美咲は「公務員だった」ということ以外知らない）祖父母に育てられた経緯から、常に孤独を求め他人に心を開かない少女時代を過ごす。非常に明晰な頭脳の持ち主であり、防衛大を卒業して海上自衛隊に入隊後は美咲自身の才覚のほかに自衛隊上層部のPR戦略もあり、驚異的なスピードで昇進を重ねる。
三等海佐として航空護衛艦しょうかくに勤務中、パイロットの輝男と出会ったことで孤独から解放され輝男と結婚するが、自衛隊でのキャリアをあっさり捨て去り専業主婦となる道を選ぶ。のちに輝男との間に一女・舞子を生む。

### 日本民主主義人民共和国・北日本（登場人物）
有畑角次
日本民主主義人民共和国初代首相。
戦前の共産党非合法時代を理論派の活動家として半世紀以上過ごした人物。戦前に投獄され、敗戦に伴う釈放の後に留萌-釧路線を越えてソ連軍に接触、豊原共産政権を樹立して初代首相に就任したが、祖国解放戦争の停戦後、政敵の川宮勝次にクーデターを起こされ失脚。その一派とみなされた者と共にことごとく拘束され、国家保安省庁舎の玄関ホールにおいて即決裁判を受け、その場で処刑された。

川宮勝次
日本民主主義人民共和国国家保安省（通称NSD、北日本の情報機関兼秘密警察組織）初代長官。後の日本民主主義人民共和国第2代首相。
戦前の共産党非合法時代に殺人（本人曰く「処刑」）も厭わない武闘派として活動していた経歴から戦後の釈放が遅れ、北日本の建国までに留萌-釧路線を越境することができず初代首相の座を本来同格であった有畑に明け渡した。このため、祖国解放戦争中から有畑に対し露骨なまでの対抗意識を見せ、祖国解放戦争の停戦後、有畑首相一派をことごとく粛清して首相の座を奪い、腹心の滝川源太郎を長官に据えたNSDの威力を駆使して、1994年に病死するまで40年を超える独裁政権を敷く。

川宮哲夫
川宮勝次の子息。日本民主主義人民共和国国家政治委員会副委員長兼戦略打撃軍総司令官。
父の威光を背景に国内では「若き指導者同志」と称される一方、「女子大学」の名を借りた専用ハーレムを設けるなど豪奢で退廃的な振る舞いが目に余ることから、それを疎む実務官僚たちには忌避されており、彼らと父の後継者としての地位を争っている。権力争いを有利にするべく、軍を掌握している守と手を組む。

滝川源太郎
川宮勝次の後任のNSD長官。
日本帝国時代は極度の近眼により徴兵されず、砲弾を製造する軍需工場で過酷な労働を強いられるうちに共産主義に目覚めたと自称している。日本の分断後は単身で留萌-釧路線を北へ越え、川宮勝次の秘書官として頭角を現すと、川宮による政権掌握後は後任のNSD長官に就任して猛威を振るい、国内においては反動分子を容赦なく処刑し、またライバル機関である東京政権のSRIの活動を激しく牽制した。
その正体は東京政権のスパイで、北日本建国当初から米軍やSRIに情報を伝えていた。

神重徳
史実では太平洋戦争終結後に北海道で行方不明となった大日本帝国海軍の将官。
第二次大戦末期、戦艦武蔵を旗艦とした艦隊による沖縄水上特攻を明に命じたが、無意味な作戦であると詰問する明に「お上のご意思だ」と悲痛な言葉で漏らし、「お上の言葉を持ち出すとは帝国海軍の名折れだ」と失望されるも承服させた。
戦後に赤衛艦隊司令官（中将）となり、国連軍の「アイアン・フィスト作戦」に対抗すべく駆逐艦隊を率いて出陣。第二次日本海海戦で「やまと」ほか国連エイブル部隊の艦隊に魚雷を命中させ、劣勢に陥ったソビエト連邦義勇艦隊を壊滅から救った。

源田実
史実では大日本帝国海軍の大佐で、太平洋戦争終結後に航空幕僚長を経て国会議員となった人物。
本作では千歳航空隊司令を経て、人民空軍初代司令官（少将）として活躍。祖国解放戦争では藤堂守の上官に相当し、守がエースパイロットになったのを祝福するなどしていたが、いち早く赤い日本の政治体制に迎合した源田のことを守は機会主義者とみなし、快く思っていなかった。
第二次大戦末期にソ連海軍艦艇に対して守に行わせた雷撃（後述の石狩湾事件）が大義名分となり、ソ連軍による日本侵攻を招いている。

アンドレイ・バラノヴィッチ・コンドラチェンコ
ソ連軍特殊部隊スペツナズ隊員・少佐。通称はアリョーシャ。
ヴェトナム戦争時は少佐で北ヴェトナムに軍事顧問団の一員として送り込まれており、一個小隊を指揮して乗機を撃墜された藤堂守を救出したことにより、守と深い友誼を結ぶ。その後少将となり参謀本部特殊戦部長となった後、湾岸戦争時には大将となっており、イラクにソ連軍事顧問団団長として派遣され、イラクで守と共に米空母ミッドウェイ撃沈作戦を成功させる。その後、ソ連崩壊により軍事顧問として北日本に移り人民空軍特殊部隊の顧問を務めていたが、守に付き合い彼の決起に参加する。
守の妻・サーシャはコンドラチェンコの実妹。二人いた息子は自らと同じスペツナズ隊員となったがアフガニスタン侵攻で戦死、息子らの遺体は同地のゲリラらにスポーツの道具として用いられる等した為、アリョーシャらは同地で報復を行った。以降妻は精神の均衡を崩して精神病院に入院して不仲となり、更にサーシャまで失った結果、コンドラチェンコ自身もアルコール依存症の兆候が出ている。

宗像考治
人民空軍中佐。藤堂守の副官であり腹心。
湾岸戦争においては中佐として対イラク軍事顧問団に所属。米空母ミッドウェイを撃沈した攻撃隊を指揮し、この功績により人民英雄の称号を獲得したが、共産党幹部の子弟というだけで医者になれた者たちが起こした医療過誤によって妻子を失っており、豊原政権打倒を企図する藤堂守の計画に賛同して決起に参加する。
元来は優秀な戦闘機パイロットであるが、コンドラチェンコの指導による特殊部隊戦術を見事に体得し、川宮勝次の死とともに守やコンドラチェンコたちと決起する。

海軍作戦部長
赤衛艦隊の将官。
川宮勝次の死亡に伴う統一戦争勃発と北海道侵攻作戦の指揮の裏に隠された、藤堂守の豊原政権打倒を目論む意図に気づき賛意を示す。開戦後は自ら赤衛艦隊旗艦の戦艦「解放」に乗り込み、藤堂進の率いる海上自衛隊第2機動任務群と激突する。

本郷洋一
人民空軍大尉・第125防空中隊指揮官。
共産主義（というより川宮勝次）に心酔しており、反共的言動をやめない実父母をNSDに密告し逮捕させた。それ以降は党の英才教育を受け熱狂的な共産党員となり軍に入隊。1982年の南北休戦会談で「領空侵犯機」を撃墜する。その後暫く辺境に飛ばされていたが、2年後に戦略打撃軍へ転籍し、1993年には戦略打撃軍大佐として反応弾頭ミサイル実験施設司令になる。
忠誠心のみが取り柄の無能な人物だが、反応弾頭を管理しているため、実務官僚との権力争いを有利にするべく動いていた川宮哲夫によって派閥に取り込まれ、その見返りとして少将に昇進する。

### 日本国・南日本（登場人物）
福田定一
史実では歴史小説家の司馬遼太郎となった人物。
1945年には陸軍少尉として戦車小隊長になり、ソヴィエト軍の上陸に備えて北海道へ向かう輸送船の中で守と出会い意気投合、互いの形見として軍刀を交換した。ソヴィエト侵攻後の北海道防衛戦闘を奇跡的に生き残り、戦後は短期間新聞社に勤めるが、北海道戦争勃発とともに警察予備隊に入隊、北海道で特車中隊長（一等警察士）として北日本軍と戦う。ヴェトナムでは陸上自衛隊第1独立装甲連隊長（一佐）としてコー・チェンの戦いを指揮し、ヴェトコン部隊を全滅させる戦果を挙げるも、ダン・ラザーらマスコミの報道により「メコン虐殺部隊」のレッテルを貼られ、国内の左翼勢力に糾弾を受け、参考人招致された国会で、コー・チェンの戦いの最高責任者が誰であるかと質問された際に「我々自衛隊は国会決議（後述の海外部隊派遣法）に従って派遣され戦闘行為を行ったのであり、自衛隊は国会の命令無く行動出来ない以上は、最高責任は国会と国会議員にある」との旨を述べ、左派議員らの感情を逆なでした事から政治的対象になりすぎてしまい、陸将補で退役を余儀なくされる。
その後は国会での「凶悪な軍国主義者というよりは、大学教授の講義の様な答弁」を評価され、歴史小説家となり（史実と異なり本名で執筆活動をしている）、湾岸戦争時には防衛庁から「やまと」乗艦取材に招待される。
藤堂一族を描いた『海の家系』の作者。

黛治夫
史実では重巡利根艦長などを歴任した人物。
レイテ沖海戦後に大和艦長となり、ソヴィエトの日本侵攻時に艦隊を率いて出撃し侵攻船団を殲滅するも、海戦の終盤で敵弾の直撃を受け戦死。

島田豊作
史実ではマレー作戦時に戦車中隊長として戦車による夜襲を敢行、英軍1個師団を包囲・殲滅した人物。
本作では北海道戦争時に警察予備隊特車大隊長→特車群長（1等警察正）として、またヴェトナム戦争時は日本ヴェトナム援助部隊司令官（陸将）として福田の上官となる。

猪口敏平
史実では武蔵艦長としてシブヤン海で戦死した人物。
本作では武蔵がレイテ沖海戦を生き延び、海戦後に明が武蔵の新艦長として赴任したため終戦時も健在だった。北海道戦争時に超甲型警備艦やまと艦長（一等海上保安正）として第2次日本海海戦に参加し、ソヴィエト海軍援日義勇艦隊及び北日本赤衛艦隊と交戦する。

後藤田正晴
史実では内務省・警察庁のキャリア官僚を経て国会議員に転身し、内閣官房長官・副総理などを歴任した人物。
本作では日本国政府の諜報機関「公安調査情報庁」（略称「SRI」）の長官を務め、対北日本・対ソビエト情報工作を指揮。祖国統一戦争前には退任し病気療養しているが、ある極秘の事実とともに元腹心の鹿内に南北日本統一工作を託す。

鹿内
SRI職員で後藤田の右腕。
かつては新聞記者で、政府の報道発表資料を記者会見前にKGBのスパイ・キンスキーへ売り渡す事で小遣いを稼いでいた。後藤田のスカウトによってSRIに入庁し、1982年の南北休戦会談時に藤堂守を「向こう側」から「脱出」させようと計画するが、NSDへの情報漏洩によって失敗する。
その後は1980年代半ばまで「向こう側」の政府高官や上級軍人の「脱出」を助ける任務である「雷鳥調査計画（TB）」にリーダー（TB1)として従事していたが、ある理由により後藤田長官からの直接命令でわずか4年でその任を解かれた。物語の終盤では、入院中の後藤田からある極秘の事実を告げられ、同時に後藤田から示された筋書きにより、日本政府（東京政権）を「向こう側」との全面武力対決へ導く。TB1時代に脱出援助に失敗した「向こう側」高官の子供を、自分の養子として育てている。

「先生」
本名不明。
大戦末期には愛知航空機の技師として、流星改の受領に来た守と出会う。戦後は日本国の宇宙開発を主導し、防衛庁を始めとするあらゆる官庁や政治家に働きかける傍ら、朝の子供向け番組に出演して宇宙への夢を語り続け、それらによって集めた国民からの支持も背景に宇宙開発を推進した。宇宙往還機のエンジン開発にも携わっていたが、湾岸戦争中に発生したエンジン燃焼実験中の事故により死亡。
生前、その身元を知った上で宇宙往還機の機長に指名した藤堂輝男に対しある謎の言葉を告げていたが、それは「先生」が輝男の伯父・守に宛てた一種の詫び言だった。

中曽根
兄部艦長が指揮する戦艦「長門」乗組の短期現役士官の主計中尉。
モデルは史実で帝国海軍の短期現役主計士官として勤務し、戦後は首相を務めた政治家の中曽根康弘とされる。

矢野徹
史実ではSF作家。
物語世界では、福田が一等警察士時代の部下の戦車兵。M4戦車の装填手。史実と同様、善通寺連隊の出身。

堀井正夫
日本海軍技術中佐。
戦前、ある会議に偶然居合わせた藤堂明と意気投合し親友となる。のちに、戦艦武蔵艦長として沖縄特攻に出征する明から次男・進を預かり、明の戦死後は進を実の家族同様に育て上げた。藤堂進の妻、雪子は堀井の娘である。

奥田
戦艦大和二番主砲長。
日本海海戦にも参加した四等水兵からの叩き上げで、「水兵の元帥」ともよばれる特務少佐にまで昇進した伝説の人物。レイテ沖海戦で明が指揮を継承した後に、砲術長代理として大和の射撃指揮を執った。戦後は呉で書道塾をしているが、上官の忘れ形見、進の月謝を取ろうとしない義理堅い人物。

松田
戦艦大和後部主砲射撃指揮所方位盤射手（特務少尉）で明の直属の部下。
奥田とは同郷で気心が知れた仲であり、奥田が砲術長代理となった後に、前部主砲射撃指揮所の方位盤射手として引き抜かれた。北海道戦争時はやまと砲術長（一等海上警備士）として第2次日本海海戦に参加した。

落合海将補
史実では自衛隊ペルシャ湾派遣掃海部隊の指揮官として知られる海上自衛官。
藤堂進の同僚であり、後任の第二航空護衛隊群司令。沖縄戦で有名な大田実海軍中将の係累という点で、何かと世間の注目を集めることでは藤堂進と共通点がある。

幸田
かつて藤堂進直属の部下だった海上自衛官。
ヴェトナム派遣時の階級は二等海士で、進の指揮する河川舟艇の機銃員を務める。その後に部内幹部候補生の推薦を受けたらしく、三等海尉に昇進。湾岸戦争では「やまと」に乗艦しており、「やまと」に乗艦取材に招待された福田定一の案内役を務めている。進からは、円満とは言えないが覚えた仕事の手抜きはしない男と評される。

東郷艦長
藤堂進から数代後任の「やまと」艦長。
藤堂進の指揮のもと、統一戦争の樺太強襲作戦に参加する。東郷提督の係累という設定。

スカイキッド21
航空自衛官で、早期警戒管制機の管制官。
TACネーム以外不明の人物ながら、1968年のメコン川デルタ、統一戦争と藤堂進の人生の重要な局面に二度も会話を交わすこととなる。

国場康明
陸上自衛隊二等陸尉。
ヴェトナムに派遣された第一独立装甲連隊所属の偵察小隊小隊長。1968年コーチェン川でのゲリラ殲滅作戦時に重傷を負い、藤堂進二等海尉（当時）を始めとする海自隊員に看取られ死亡。進は、彼の妹・美奈子に私信を送っているが、彼とその妹が姉・貴子の死に居合わせたことは知る由もなかった。なお、彼と藤堂進の会話から沖縄返還が史実より早い1969年に予定されているとも読み取れる。

広報担当官
宇宙開発事業団（NASDA）の広報担当者。
本名不詳ながらプロローグとエピローグの両方に登場し、1995年の宇宙往還機発進式では藤堂家を含む貴賓席の人々の引率を行った。上司の広報部長曰く、「ロケットの打ち上げを見るのが大好きという理由だけでNASDAに入ってきた」という人物。大学時代には単位不足を埋めるためROTCを受講して陸上自衛隊特科の予備役幹部となり、湾岸戦争と統一戦争に参加している。しかし統一戦争時に犯した自身のミスの責任を上官が代わりに被った事から、自身が本業の士官に向かないと自覚している。また湾岸戦争では米海兵隊の少尉が彼と思しき第一独立装甲連隊所属の人物と交信する場面がある。

### 米国・その他
ジョン・F・ケネディ
米合衆国第35代大統領。
物語世界では、1963年、ダラスにて暗殺されず生き延びる（代わりにジャクリーン夫人が暗殺されている他、狙撃を行ったオズワルドも史実同様ジャック・ルビーに銃撃を受けるが一命を取り留めている）。史実のジョンソン政権同様、ベトナム戦争長期化から支持率低下に悩まされる。友好国からの支持を繋ぎ止めるため、日本に対してはベトナム派兵の報奨として最新装備を安価かつ大量に供与、宇宙関連技術についても積極的な援助を行い、日本の宇宙開発が拡大する端緒をつくった。特別措置による大統領任期第3期目の1970年に、CIAに行わせた違法秘密工作が発覚し、議会より弾劾を受け、副大統領リンドン・ジョンソンを後任として辞任に追い込まれた。

リチャード・ニクソン
米合衆国第37代大統領。
物語世界では、1972年、ケネディ後任の現職・ジョンソン大統領を破り、大統領に就任。2期の大統領任期において、ヴェトナム撤退、宇宙計画縮小、米国経済の復興等の業績を残し、1980年、ロバート・ケネディを後任として、勇退した。

ロバート・A・ハインライン
史実ではSF作家となった人物。
レイテ沖海戦ではトーマス・C・キンケイドの、沖縄沖海戦ではアーレイ・バークの参謀として大和型戦艦と戦う。やまとが国連艦隊に編入された際には連絡将校として乗り込み、世界最大の主砲の射撃に感銘を受ける。中将で退役後に駐日大使となり、ヴェトナム反戦デモを目撃する。

ジョージ・パットン
米軍日本占領軍総司令官兼国連日本援助軍総司令官。
本作の世界では、レイテ湾に突入した日本海軍の攻撃によってダグラス・マッカーサーが戦死したため、その代行的な役割を担う。赤い日本の侵攻により、函館周辺に追い詰められている南日本及び国連援日軍の窮状を逆転させるための反攻作戦「アイアン・フィスト」を敢行し、人民赤軍を壊滅状態に陥れることに成功する。現場主義的な感覚により、警察予備隊として再編を果たしたばかりの日本軍（後の陸上自衛隊）および日本人にも好意的で、多数の装備・戦車を貸与して援助するが、戦争神経症の兵士を殴ったことで解任され、史実と同じく自動車事故で死亡する。

ジョーゼフ・P・ケネディJr.
米海軍中佐。ジョン・F・ケネディで知られるケネディ兄弟の長兄。
物語世界においては国連日本援助軍・A統合任務部隊（別名エイブル部隊）情報参謀として戦艦アラバマに乗り組み、赤衛艦隊および義勇艦隊と交戦し、戦死する。

ジョージ・H・W・ブッシュ
史実では米海軍航空隊のパイロットとして太平洋戦線に参加し、後に第41代合衆国大統領となった人物。
作中では婚約者バーバラの名を取って「グラマラス・バーバラII」と名づけられたグラマンTBFのパイロットとして沖縄戦に参加している。ブッシュの編隊は地上部隊の支援爆撃をこなして母艦に帰投する途中、一人の水兵を機銃掃射で射殺する。だが、撃たれた者は水兵ではなく、水兵と似た服（つまりセーラー服）を着た藤堂貴子であった。

セルゲイ・ゴルシコフ
ソ連海軍大将。史実では冷戦期に長きに渡ってソ連海軍司令長官を務め、沿岸海軍に過ぎなかったソ連海軍を西側に劣らない一大外洋海軍へと成長させた人物。
物語世界においてはソヴィエト援日義勇艦隊司令長官として、やまとを含む国連エイブル部隊と交戦。戦艦アラバマを撃沈するものの、自身の旗艦ソヴィエツキー・ソユーズにも大損害を受ける。

ユーリ・モイセヴィッチ・キンスキー
元KGB職員。
米国へ亡命した前任者レフチェンコの後任として、表向きはソ連通商代表団の一員として1984年に来日。日本政府内部に情報提供者を作るため活動するものの、鹿内のリークする政府情報に踊らされ、危うくSRIに拘束されるところを鹿内に助けられ帰国の途につく。ソビエト連邦の崩壊後の1993年、借りのある鹿内の依頼により、北日本の核兵器に関する情報収集活動を引き請ける。

アリス・シェルドン（ジェイムズ・ティプトリー・Jr.）
ヴェトナム戦争時のCIA職員。
一時期はCIAを退職し大学講師となっていたが、PIC（写真解析センター）部長として復帰した。写真解析から北ヴェトナム軍による大攻勢（テト攻勢）の兆候を発見する。

ジェラルド・パーネル（ジェリー・パーネル）
米陸軍軍人。
湾岸戦争時は中央軍司令部作戦幕僚部長（大佐）として参加。戦後は准将に昇進し統合参謀本部で緊急事態対処計画立案に携わった後、第24機械化歩兵師団第1旅団長として国後島クナシリ基地に赴任する。しかしその地で統一戦争を迎えることになり、北日本によるクナシリ基地への反応兵器攻撃に遭遇する。

チャールズ・シェフィールド
アメリカの宇宙往還機・X30計画の中心人物。X30による大気圏内全速発揮試験失敗の責任により引責辞任。

## 用語

### 日本国・南日本（用語）
日本国・南日本
留萌-釧路線を境に分断される以前から存在する政権。首都は東京。作中では「南日本」という用語は登場せず、「昔からある方の日本」「伝統を重んじる方の日本」などと表現される。留萌-釧路線の北側は北日本に実効支配されているが、北方地域（いわゆる北方四島）はソ連軍の侵攻を受けなかったため自国領として支配し、在日米軍を駐留させている。
北海道戦争の経験及び北日本の存在からか、日本国憲法第9条（条文からして第1項）は1952年9月1日付けで「日本国民は、祖国を防衛する基本的権利を有する。但し、侵略的軍事力の保持は、一切行なわない」と改正されている。
公安調査情報庁/トウキョウ・フーチ
日本国の国家情報機関。略称SRIもしくはSRIA。「トウキョウ･フーチ」は海外の同業者などによるニックネームで日本語の「うち」からなまったもの。
雷鳥調査計画
SRIが行った「向こう側」からの脱出者を出迎える任務。表向きの活動は環境庁のライチョウに関する生態調査。略称はサンダーバードあるいはTB。「亡命」としないのは、日本国が「向こう側」を国家として認めていないためである。
鹿内は1980年代半ばまでこの任務のチームリーダーである「TB1」を務めた。藤堂美咲の父も鹿内の前任の「TB1」であり、任務中に「事故死」している。
宇宙開発事業団/NASDA
史実でも存在した、宇宙開発を担当する政府の特殊法人。
発足などは史実と変わらないが、「先生」の登場によって1968年の時点で7千名近い職員と国家予算の10%近い予算を得ている巨大組織になっている。
ひかり計画
NASDAによる有人衛星計画。
1964年に1970年の大阪万国博覧会に合わせて打ち上げると宣言し、最終的に1972年の「ひかり3号」の打ち上げによって成功させた。同じ作者の小説『遙かなる星』にも同名の有人衛星が存在し、同じく3号機目で初めて日本人を宇宙に送っている。
ダイダロス計画
NASDAによる対軌道運搬体開発計画。
10基のブースターで積荷を低軌道まで運んだ後、積荷とブースターを分離、積荷は補助ブースターを付けたパッケージでより上に押し上げ、ブースター本体は逆噴射しつつ海上に着水して帰還するという方式。
1991年に実験0号機が減速着水実験に成功した。
プロメテウス計画
NASDAによる宇宙往還機開発計画。
アメリカのX-30と競う形で開発が進められたが、X-30の事故による事実上の開発中止により1995年8月15日に嘉手納宇宙港（1991年に米国より返還）から発進し成功した。
陸上自衛隊
自衛隊の構成軍種の一つ。
北日本の第一統一方面軍を意識してか、史実よりもかなり北海道偏重の編成となっており、1994年時点では第2・第5・第7の3個機甲師団と第10・第11の2個師団の5個師団で北部方面隊主力を構成している。一方、本州以南の師団級戦力は第1・第8の2個師団しか存在せず、双方とも大幅な定数割れを起こしている。
第1独立装甲連隊
ヴェトナム戦争・湾岸戦争時に編成された機械化部隊。通称ゴジラ・コマンド。ヴェトナム戦争時の連隊長は福田定一（当時1佐）。
ヴェトナム参戦時には隊員5,500人に61式戦車とM113装甲車を総数200両近く所有しており、コー・チェンの戦いでは主力を務めたが、その戦いぶりからダン・ラザーが命名した「メコン虐殺部隊」の悪名が喧伝され、マスコミから過剰なまでの非難を受けて1973年のヴェトナム撤兵後に解隊された。
湾岸戦争の頃には再評価が行われて汚名が払拭されており、第72戦車連隊を中核に防衛庁長官直轄の支援部隊や富士教導団の普通科教導隊などの部隊で再編成されて派遣された。
第2ヘリ団
ヴェトナム戦争時に編成された陸上自衛隊の空中機動部隊。
ヴェトナム参戦の「ご褒美」として米国から無償供与された80機近いヘリコプターと普通科2個大隊、特科1個大隊を有している。
海上自衛隊
自衛隊の構成軍種の一つ。
史実と異なりその規模は大幅に拡大されており、湾岸戦争時には超大型護衛艦1隻、航空護衛艦2隻、護衛艦50隻、潜水艦20隻、作戦用航空機約400機を擁しているが、一方で総人員が完全充足状態でも10万に満たないため人材不足に悩まされており、本来陸自の2個乙師団に回すべき新規隊員を受け入れることで補っていたが、それでもなお人材が不足したため史実では2008年に開始した女性自衛官の護衛艦乗組開始を大幅に早めていることが描写されている。
超大型護衛艦「やまと」
旧大日本帝国海軍の戦艦「大和」。第二次世界大戦を生き残ったことで終戦とともに合衆国軍に接収。反応兵器実験に使用される予定を免れ、その後発足した海上警備隊に警備艦として再配備された後、海上自衛隊に護衛艦として配備される。詳細は「#大和型戦艦の概要・活躍」を参照。
第1河川舟艇隊
ヴェトナム戦争時に編成された舟艇部隊。通称MJ戦隊。
藤堂進（当時2尉）が所属し、コー・チェンの戦いに参加した。
10・4・10・10艦隊計画
1970年代末に決定された艦隊整備計画。提案者は藤堂進（当時三佐）。
イージスシステムを海上自衛隊で運用するにあたって、「予算と人員の問題を解決しつつ防御対象たる航空護衛艦を防護できる程のイージス艦を導入するためには、航空護衛艦そのものをイージス艦（ただしSPY-1などの索敵関係のみを搭載）にし、併せてそれらからデータリンクで目標情報を取得して戦闘を行うミサイル・キャリアー艦を整備することが最良」との結論を出したことにより立案された。
計画では2001年までにイージス護衛艦10隻、「イージスシステムのうち、索敵・捕捉システムのみを装備した」航空護衛艦4隻、イージス艦及び航空護衛艦からのデータリンクに基づき戦闘を行う「打撃護衛艦」10隻、対潜護衛艦10隻を建造し、有事の際はこれを2個機動任務群（空母機動部隊）として運用するとされた。
1993年時点では、イージス護衛艦は大規模改修された「やまと」とこんごう型が4隻、航空護衛艦はSLEPプログラムを受けたしょうかく型2隻と新規建造されたほうしょう型1隻（1隻建造中）、打撃護衛艦は後述するあきづき型が1隻公試中、対潜護衛艦は計画変更により隻数が増やされ、しらね型・はつゆき型・あさぎり型計20隻が就役していた。
あきづき型打撃護衛艦
10･4･10･10艦隊計画で建造された護衛艦。
イージスシステム装備艦からのデータを基にミサイル戦闘を行うこと（史実の共同交戦能力に相当）を目的に建造されたため、ミサイル・ランチャーと誘導用のイルミネーターのみを搭載することで安価・自動化を推し進めた（建造時に「原案のままでは艦長や乗員の士気が下がる」という理由で対艦ミサイル16発が追加された）。
統一戦争時には1番艦「あきづき」が藤堂進（当時海将補）が指揮する第2機動任務群第8護衛隊に所属しており、第3次日本海海戦では赤衛艦隊の対艦ミサイル飽和攻撃に対して全対空ミサイルによる迎撃で撃破した。
偵察衛星りゅうせい
自衛隊が運用する偵察衛星。1976年より打ち上げられた。アメリカのビッグ・バード偵察衛星とほぼ同じ性能を有しており、欧米の軍関係者らからは「Jバード」と呼ばれている。

### 日本民主主義人民共和国・北日本（用語）
日本民主主義人民共和国・北日本
太平洋戦争後、南樺太と留萌-旭川-釧路線以北の北海道に建国された共産主義国家。首都は豊原市（ユジノサハリンスク）。国旗は白地の中央に赤い星。1990年代の総人口は2,000万人未満。作中では「北日本」という用語は登場せず、「赤い日本」と表現される。
東京政権側、特に政府関係者からは「向こう側」と呼ばれる。
1947年8月15日に有畑角次を首相に建国されたが、第一次祖国解放戦争後の1953年から1954年にかけて国家保安省長官・川宮勝次の主導の元有畑派が粛清され、川宮が第二代首相として1994年に死去するまで政権を握った。シベリア圏から資源を輸入して工業化を果たしており、兵器を主要輸出品として積極的に輸出を行うことで外貨を稼いでいるが、ソ連崩壊により同盟国価格での資源購入ができなくなったことなどで不況に突入してしまう。政権は度重なる経済政策を行うも不況からは脱することができず、1992年のNSAの分析では10年以内に経済が崩壊すると分析されていた。
国家保安省/サハリン･ホール
北日本の情報機関。略称：NSD。「サハリン･ホール」は海外の情報機関がつけたニックネームであり、川宮勝次による有畑派の処刑が国家保安省庁舎の玄関ホールで行われたことに由来している。
創設時の長官は川宮勝次であったが、川宮の首相就任後は秘書であった滝川源太郎が1994年の北日本崩壊まで長官職にあった。
政治将校の他、「弾幕大隊」と称される督戦隊を有する。
人民赤軍
北日本の陸軍。作中では赤衛艦隊や人民空軍に比べると描写が少ない。
通常師団の他に、名誉師団名の付与（なお、通常師団でも北海道戦争時の活躍により名誉師団名を付けられた師団は存在した）や通常師団よりも装備や人員において優先的扱いを受ける赤衛師団が存在する。
第一統一方面軍
人民赤軍の北海道駐留軍。
1970年代までは2個戦車師団、3個機動歩兵師団を中心としていたが、統一戦争前には10個戦車師団、8個機動歩兵師団を中心に3個軍22個師団相当の戦闘部隊、5個師団相当の支援部隊を有し、最大動員時60万人に達する戦力を有した。
赤衛艦隊
北日本の海軍。1994年時点では全戦力として40隻を有しているが、ソ連崩壊後は北日本が石油入手に苦労しているため、艦艇の出動を控えるようになっている。
第一次祖国解放戦争時は賠償艦としてソ連に引き渡された秋月型駆逐艦や松型駆逐艦を主力にしていたが、統一戦争までにソ連から戦艦ソヴィエツキー・ソユーズや空母ヴァリャーグなどを買い入れたほか、エックスレイII級潜水艦を独自建造するなどして戦力を強化した。
人民空軍
北日本の空軍。1994年時点では豊原郊外の地下に中央航空作戦指揮所を有している。
ヴェトナム戦争後に参謀本部へ栄転した藤堂守の主導の下、防空能力第一主義で戦力を整えていった結果、1990年代初頭では保有機数こそ約500機と東側諸国の空軍の平均保有機数の半数程度であるが、パイロットの練度が高く新型機の保有比率が高い戦闘機部隊と地対空ミサイルによる防空部隊、弾道ミサイルなどによる遠距離攻撃部隊からコンドラチェンコの指導によって編成されたスペツナズ並みの戦力を有する特殊部隊まで保有しており、東側最強と謳われるほどの戦力を有している。
国家航空振興協会
人民空軍の予備部隊。旧式機を使用して青少年に対するパイロット教育を行っている他、人民空軍の委託の元1週間程度の準備で投入可能な予備機200機を保有している。
戦略打撃軍
北日本の弾道ミサイル運用部隊。90年代初頭に編成された第4の国軍であり、指揮系統は川宮首相の直接指揮下に置かれている。また、所属する将兵たちも川宮首相に対する忠誠心を教え込まれた生粋の共産主義者で構成されている。
1993年時点では樺太に「実験施設」と称してIRBM基地を置いており、IRBM「人民3号」の各タイプを計25発配備していた。

### 太平洋戦争
ホモンホン沖海戦
サマール沖海戦に勝利した日本海軍第1遊撃部隊と米海軍第77任務部隊第2群との艦隊戦。米軍名称はレイテ湾口海戦。
最終的に日本側が戦艦6、巡洋艦4他を撃沈して勝利し、レイテ湾への突入を果たした。

セント･クリスピンの虐殺
レイテ湾に突入した日本第1遊撃部隊による米軍レイテ侵攻部隊への攻撃。名称の由来はアジャンクールの戦いから。
この攻撃によって、マッカーサー元帥、キンケイド第7艦隊司令長官が戦死したほか、約10万トンの物資と4万人以上の将兵を失う損害を出した。
これによりレイテ島以外のフィリピン攻略の中止、沖縄攻略の3ヶ月延期、さらにソヴィエトによる北海道侵攻が決定されるなど戦略面で大きな影響を与えた。

石狩湾事件
昭和20年（1945年）7月25日に起きた日本海軍機とソヴィエト艦との戦闘。
石狩湾内に侵入し測量を行い、日本側の偵察機に攻撃を行ったソ連海軍のオグネヴァイ級駆逐艦に対し、訓練飛行中だった藤堂守少尉搭乗の流星改が千歳航空隊司令・源田実大佐の命令の元、攻撃を行い撃沈した。
この事件は対日参戦を目論んでいたソ連によって意図的に起こされたものであり、同日夜ソ連軍は満州、樺太への攻撃を開始した。

沖縄沖海戦
昭和20年7月25日に起きた日本海軍第2艦隊と米海軍第54任務部隊による艦隊戦。
同海戦は台風4号（米軍呼称「アリス」）の中での艦隊戦となり、また日本側が電探（レーダー）で先に米軍側を発見したことによって主導権を握ることに成功した。
最終的に第2艦隊は旗艦である戦艦「武蔵」ほか重巡洋艦・鳥海、軽巡洋艦・矢矧、駆逐艦2隻を失ったが、米軍は戦艦7隻が撃沈・大破するなどの大きな被害を出し、戦後「損害だけを見るとどちらが勝ったか間違えてしまう戦い」と呼ばれた。

石狩湾海戦
昭和20年8月21日に起きた日本海軍水上部隊とソヴィエト太平洋艦隊による艦隊戦。
北海道全土占領の既成事実を作るべく石狩湾に来襲したソヴィエト艦隊に対し、「大和」以下の水上部隊が応戦し、大和艦長の黛治夫の戦死や駆逐艦2隻を失うなどの被害を受けながらも、戦艦3隻、輸送船40隻以上を沈めることに成功した。
これによってソ連軍は8月12日から北海道に侵攻した地上軍への補給ができなくなり、北海道全土占領は中止された。

### 北海道戦争
昭和25年（1950年）に始まった南北日本間の戦争。北日本名称「第一次祖国解放戦争」。
昭和26年10月の時点で北日本軍が国連日本援助軍（通称UNJAF）を函館橋頭堡に追い込むほどの快進撃を見せたが、翌27年に行われたアイアン・フィスト作戦によって北日本軍が壊滅し、戦局を一変させることに成功した。
最終的にソ連が北日本に対し反応兵器を供与すると宣言し、さらにUNJAF総司令官ジョージ・パットンの総司令官職罷免がこれに重なったことにより曖昧な形で休戦した。

函館橋頭堡
昭和26年10月時点での戦線。寿都湾からオタモイ山に至る戦線で、攻撃をかける人民赤軍約7個師団に対し、UNJAFの米軍2個師団と日本警察予備隊・第1管区隊が守っていた。
制空権を確保し続けたことで人民赤軍の攻勢を頓挫させ、戦局を転換させるきっかけを作ることになった。
なおこの時福田定一（当時一等警察士）が特車中隊を率いて、1個戦車連隊を壊滅させる戦功を上げている。

アイアン・フィスト作戦
昭和27年6月に行われたUNJAFによる反攻作戦。
函館橋頭堡からの4個師団8万名による地上反撃「アイアン」と石狩湾への6個師団強14万名による強襲上陸「フィスト」の2段階から構成される。また政治的バランスとUNJAF司令官パットン大将の個人的要求により、警察予備隊第2管区隊に加えて第7特車群（司令官・島田豊作一等警察正）が参加している。
6月6日に行われた石狩湾への上陸作戦の成功により作戦全体も完全な成功を収め、北海道に存在した人民赤軍の大部分が殲滅された。

第2次日本海海戦
昭和27年6月5日に行われたUNJAF所属A統合任務部隊（通称エイブル部隊）とソヴィエト援日義勇艦隊、北日本赤衛艦隊の連合艦隊による艦隊戦。
エイブル部隊には改装によって海上警備隊超甲型警備艦となった大和（以降は「やまと」）が加わっており、その火力でクロンシュタット級巡洋戦艦2隻を沈めるなど義勇艦隊を圧倒するが、艦隊旗艦アラバマがソヴィエト艦隊の集中攻撃で沈んだことと、海戦終盤の赤衛艦隊による雷撃でやまとが損傷したことによって、完全な勝利を収めるには至らなかった。

南北定期会談
北海道戦争の休戦後、分割都市となった旭川市で「新たな平和の道を探る」ため毎年4月末に南北日本の代表団と国連のオブザーバーが行う会談。
1982年の会談では藤堂守（当時中将）と進（当時二佐）がある目的で参加させられることになり、太平洋戦争後で唯一兄弟が顔を合わせることになった。

### ヴェトナム戦争
コー・チェンの戦い
1968年（昭和43年）1月31日から始まった日本ヴェトナム支援部隊（通称：JASCV）と南ベトナム解放民族戦線約2個連隊による戦闘。
第1独立装甲連隊と第2ヘリ団の普通科大隊によって、ヴェトコン部隊をコー・チェン川下流域に押し込め、そこを自衛隊機による空爆と「やまと」以下の水上部隊による艦砲射撃で全滅させた。
しかし世論は軍事作戦ではなく虐殺とみなし、指揮官であった福田は作戦終了後に解任された後、国会に召致されるなど政治的対象になりすぎたことで、陸上自衛官としての未来を失うことになった。

海外部隊派遣法
自衛隊のヴェトナム参戦に際して制定された法律。後の湾岸戦争では国会での2か月に渡る混乱の末にこの法律の埃が払われ、一時解散されていた第1独立装甲連隊が再編成されて派遣された。

### 統一戦争
1994年（平成6年）に始まった南北日本間および合衆国の戦争。北日本の川宮勝次首相の死後、藤堂守の主導による軍事クーデターが勃発してNSD及び実務官僚派が排除され、川宮首相の息子である川宮哲夫国家政治委員会副委員長が実権を掌握して首相に就任したことで開始される。
開戦直後、藤堂守が指揮する北日本軍は国後島及びオホーツク方面に展開する全合衆国軍に対し奇襲攻撃を開始。戦術反応弾も用いた全面攻撃により、完全な防衛体制を敷いていなかった樺太及び北海道方面の合衆国軍部隊は壊滅状態に陥り、また北日本軍が戦術反応弾を使い切ったことから、以後の戦いは南北日本双方の通常兵力が中心となって展開された。
第3次日本海海戦
1994年（平成6年）7月28日夜に行われた海上自衛隊第2機動任務群と北日本赤衛艦隊主力による艦隊戦。日本海を北上する第2機動任務群を、全力出撃した赤衛艦隊主力が迎撃する形で勃発した。
第2機動任務群は「やまと」の他、航空護衛艦「ほうしょう」、ミサイル護衛艦「きりしま」「はたかぜ」、打撃護衛艦「あきづき」、対潜護衛艦「はつゆき」「あさぎり」等計19隻を擁していた。対する赤衛艦隊も主力の全てを集結させており、旗艦である戦艦「解放」と空母「統一」を中心として、キーロフ級巡洋戦艦「栄光」、スラヴァ級巡洋艦「独立」等計28隻を擁していた。
まず前哨戦として、双方とも空母から艦載機を発艦させ航空戦を行ったが、「ほうしょう」と「統一」の艦載機数が比較的近かったこと、攻撃隊が空戦に巻き込まれる事態も起きるなど徐々に乱戦状態に陥りつつあったことから双方とも決定的な打撃を与えることができず、水上艦艇に搭載された艦対艦ミサイルによる水上打撃戦に移った。
水上打撃戦では「統一」の早期警戒ヘリと空軍の早期警戒機の支援を受けた赤衛艦隊が先手を取り、第2機動任務群に対し飽和攻撃を仕掛けたが、「やまと」や「あきづき」等により全弾迎撃され失敗に終わる。そして第2機動任務群側が反撃として対艦ミサイル攻撃を仕掛け、これを迎撃し切れなかった赤衛艦隊の各艦は次々に被弾。旗艦「解放」を含む大半の艦艇が撃沈される結果となり、生き残った艦も真岡へと撤退。第2機動任務群の勝利に終わった。
これにより赤衛艦隊は壊滅、北日本は制海権を完全に喪失することとなる。

## 大和型戦艦の概要、活躍
本作品においては、大和型戦艦が重要な役割を担っている。概要及び活躍は以下の通り。

### 大和・武蔵
両艦とも1944年10月の捷一号作戦までは史実とほぼ変わらない。捷一号作戦時、大和は、史実では副長の能村次郎中佐（当時）が砲術長を兼任していたが、この作品では新任の藤堂明中佐が砲術長を務めていたことにされている。
シブヤン海で、武蔵の代わりに長門が米海軍高速空母機動部隊の空襲により沈み、サマール島沖での米護衛空母部隊との戦闘中に大和が被弾、栗田健男中将以下の第二艦隊司令部、宇垣纒中将以下の第一戦隊司令部、森下信衛艦長、能村副長らが全員戦死する（この時、大和の艦橋に命中したのは利根の主砲の流れ弾だったが、作品世界内でその事が明らかになったかどうかは不明。また、この利根の砲弾は後に北日本の秘密警察長官となった滝川源太郎が兵器工廠で仕上げたものとも示唆される記述もある）。大和の指揮は藤堂砲術長が代行し、武蔵他の僚艦と共にホモンホン沖で真珠湾帰りの米旧式戦艦6隻を撃沈。さらにレイテ湾で「セント・クリスピンの虐殺」と呼ばれる上陸船団及び海岸堡に対する艦砲射撃を行った。
本土帰還後、大和は損傷修理を兼ねた大改装を受ける。
- 水上捜索用として新型の三二号電探の搭載。煙突の後ろにあった大和型特有のアンテナマストに替えて前部艦橋と煙突の間に垂直のマストを立て、その上に装備した。
- 高角砲を片舷のみ65口径10cm砲連装6基に変更。
- 対空噴進砲8基搭載。機銃の増設。
- 艦載水上機用射出機（カタパルト）と収容用クレーンの撤去。
- 副砲の砲塔・弾火薬庫周辺などに防御装甲を追加装備。

武蔵についても三二号電探の搭載と機銃などの増設が行われた。
1945年7月25日、武蔵以下重巡利根、鳥海、軽巡矢矧、駆逐艦10からなる第2艦隊（司令長官・伊藤整一中将、武蔵艦長・藤堂明大佐）は沖縄沖で戦艦8、重巡最低3からなる合衆国海軍第54任務部隊と激突した。台風の影響もあって混乱した合衆国軍が戦力を逐次投入してきた事も幸いし、武蔵は戦艦ミズーリ、ニュージャージー、インディアナ他1隻(作中描写からおそらくアイオワ)を撃沈し、他に戦艦数隻を大破させたが、ウィスコンシンなどの反撃を受けて4番副砲に被弾誘爆、3番主砲破壊の損害を受けたのち、合衆国海軍の集中攻撃によって寛大な被害を受け、最終的に沈没する。
1945年8月21日、大和と少数の駆逐艦からなる水上部隊は石狩湾に来襲したソヴィエト艦隊を迎撃、戦艦ガングート、セヴァストポリ、アルハンゲリスク他輸送船多数を撃沈・撃破する。大和自身も被弾し黛治夫艦長らが戦死するが致命傷とはならなかった。一方、既に道北地方を制圧しつつあったソヴィエトは、この敗戦によって北海道全島占領が困難となり、合衆国軍が意図的にソ連軍に近い旭川と函館へ反応弾を投下したことによって日本が降伏。第二次世界大戦が終結した。

### やまと
終戦後、大和は合衆国軍によって接収された。一時は反応兵器実験の標的艦にされる予定だったが、1947年に日本民主主義人民共和国（いわゆる「向こう側」）が成立したことを受け、またも呉にて改装された。
- 副砲、高角砲を全基撤去。38口径12.7cm連装両用砲を両舷に12基搭載。
- 第1、ならびに第4副砲塔跡地、舷側部に両用砲用レーダー付射撃指揮装置を搭載。
- 主砲用にマスト頂部へMk.58射撃管制装置を搭載。
- バイタルパート内部へのCICの設置。
- 合衆国海軍艦艇との共同行動を取りやすくするための戦術放送システム（TBS）の搭載。

改装後、「大和」は超甲型警備艦「やまと」として海上保安庁海上警備隊に配属された。
北海道戦争中盤の1952年6月5日、やまとは国連日本援助軍エイヴル部隊の一員として、ソヴィエト義勇艦隊及び北日本赤衛艦隊と第二次日本海海戦を戦う。旗艦アラバマが撃破された後はやまと艦長の猪口敏平が艦隊指揮を代行し、巡洋戦艦クロンシュタット、セヴァストポリを撃沈、戦艦ソヴィエツキー・ソユーズを大破させた。しかし、向こう側の駆逐艦「解放」（旧春月）の魚雷が命中、速力が落ち追撃を断念する。
北海道戦争後、海上自衛隊の発足と共に「やまと」も護衛艦隊に移管し、超大型護衛艦（艦番号BB-11）に改称される。一時期予備艦となったが、ヴェトナム戦争参加に際して現役に復帰、小改装（電子戦能力の向上、ヘリ甲板仮設など）を受けた上でヴェトナムへ派遣され、護衛艦あきづきらと共に艦砲射撃を行った。
ヴェトナム戦争後ふたたび予備艦となり、呉でモスボールされていた「やまと」は、1980年代に入って「10・4・10・10艦隊」計画により大改装を受け、長砲身化した新型主砲への換装・VLS搭載・イージスシステムの装備などの大改装を受け、イージス艦として現役復帰する。
- 基準排水量：6万8,000トン
- 乗員数：1,500名以下（最低300名で運用可能）
- 機関：石川島播磨重工業製GT6Cガスタービンエンジン×8基（COGOG方式）
- 出力：32万馬力
- 最大速力：32.5ノット（海面状態が良ければ33ノット以上）
- イージスシステム搭載
  - セントラルコンピュータは富士通製統合管制ネットワーク9000型電算機（JCN9000）に更新済み
  - J/SPY-1-A対空捜索レーダー
  - 主砲火器管制装置：FCS-4-11
  - ミサイル火器管制装置：Mk99mod1イルミネーター×6基
- 兵装
  - 81式460mm60口径主砲：3連装3基
  - 80式203mm60口径副砲（Mk71J）：単装4基
  - OTOメララ76mm速射砲スーパー・ラピッド型：単装4基（または8基）
  - 両舷127mm砲：機種および搭載数不明[注 17][注 18]
  - 20mmファランクスCIWS×4基
  - SSM2対艦ミサイル：16基
  - Mk41VLS：61セル×4基
    - スタンダード対空ミサイル：SM2ER
    - 垂直発射型アスロック（開発の遅れにより未搭載）
- 搭載機：SH60J対潜ヘリコプター6機
- （以下は湾岸戦争後に増設された兵装）
  - 90式35mm近接防御システム（87式自走35ミリ機関砲の砲塔ベース）：連装4基
  - RAM近接対空ミサイル：10連装2基

1991年1月の湾岸戦争で、藤堂明の息子、藤堂進を艦長（一等海佐）として空母ミッドウェイを巡る戦闘に参加。その戦訓からCIWS増設やRAMの搭載により近接防御能力を向上させた後、1994年7月の統一戦争では第2機動任務群第8護衛隊司令となった藤堂進（海将補）の指揮下の元向こう側の赤衛艦隊との第三次日本海海戦に参加、僚艦と共に赤衛艦隊を壊滅させた。さらに樺太の戦略打撃軍IRBM基地に対する艦砲射撃を実施した。

## 兵器・装備
作中に登場する実在の兵器の一部には一般的な表記と異なる名前が用いられている物がある。

### 大日本帝国
戦艦
大和型戦艦「大和」「武蔵」
大日本帝国海軍最大の戦艦。詳細は「#大和型戦艦の概要・活躍」を参照。
長門型戦艦「長門」
捷一号作戦に参加。被害担任艦としてシブヤン海海戦で航空機の集中攻撃を受けたことにより沈没。
金剛型戦艦「金剛」「榛名」
捷一号作戦に参加。「大和」「武蔵」らと共にレイテ湾へ突入、砲撃で米軍レイテ侵攻部隊を殲滅する。なお、この際「金剛」は甚大な被害を受けつつも、戦闘を継続した。作戦終了後、「金剛」は帰投中に敵潜水艦に襲われて史実同様に沈没する。「榛名」のその後については不明。

重巡洋艦
「利根」「鳥海」
第5戦隊を編成して菊水1号作戦に参加。鳥海は沖縄沖海戦で戦艦ニュージャージーに魚雷2本を命中させたが沈没。本海戦での水雷戦唯一の戦果であった。
「利根」も沖縄沖海戦に参加、こちらは沈没しなかった様だが、その後は不明。

軽巡洋艦
「矢矧」沖縄沖海戦で沈没。
「能代」レイテ沖海戦時、第二水雷戦隊の先頭に立ち、2番主砲を失いつつも雷撃を敢行した。

駆逐艦
「冬月」「涼月」「春月」「雪風」「磯風」「浜風」「朝霜」「初霜」「響」「霞」「島風」（ほか多数）

航空機
B7A3 流星改一型
大日本帝国海軍中尉時代の藤堂守の乗機。愛知航空機の技師だった「先生」によって密かにエンジンをMK9Aに換装、しかも出力も挙げられており、受領した守がソ連軍との戦闘に使用している。しかしその後エンジンの調子が悪くなった所に攻撃を受け不時着してしまう。
紫電改
戦闘機。第三四三海軍航空隊所属機などが対ソ戦に備えて北海道千歳基地等へ派遣される。
彩雲
偵察機。定期哨戒中、前述した「石狩湾事件」にてソ連軍オグネヴォイ級駆逐艦の領海侵犯を確認、攻撃を受ける。

戦車・銃器
三式中戦車、一式中戦車
対ソ戦に備えて北海道へ派遣されるが、侵攻してきたソ連軍のT34戦車に対してほとんど一方的にやられる。
九九式重機関銃
ソ連軍侵攻時に南樺太国境に展開していた陸軍第125連隊第1大隊が装備している。

### 日本国・南日本（兵器・装備）

#### 警察予備隊、警察予備隊航空集団、海上警備隊
装甲車両
M4A3E8シャーマン・イージー・エイト
北海道戦争時の主力となった特車（戦車）。福田の中隊も使用。
M26パーシング
90ミリ砲を搭載した重戦車。北海道戦争の時点では合衆国軍にすら行き渡っていない世界最強級の戦車と評されている。後述の「アイアン・フィスト作戦」に合わせて警察予備隊に供与される。

火砲・銃器
105ミリ榴弾砲
警察予備隊の特科が使用する。
M3A1SMG
福田定一ら警察予備隊の隊員が所持している。
水冷式M2重機関銃
警察予備隊普通科部隊が使用する。

航空機
F4Uコルセア
警察予備隊航空集団（NPRAG）が使用している。

艦艇
超甲型警備艦「やまと」
武装解除された日本海軍から海上警備隊に引き継がれ改称された戦艦「大和」。詳細は「#大和型戦艦の概要・活躍」を参照。
揚陸艦「おおすみ」
後述する「アイアン・フィスト作戦」にて上陸船団に所属し、国連軍・警察予備隊の兵力を輸送している。

#### 陸上自衛隊
装甲車両・火砲等
61式戦車
史実とは異なりM103重戦車を参考にした120mm砲搭載・戦闘重量50トンの重戦車。ヴェトナム戦争時には第一独立装甲連隊に配備されている車両が登場し、ヴェトナムに派遣されていた。
M113、M557指揮車
61式戦車開発による予算不足と対米政策の絡みで制式化された装甲兵員輸送車（APC）。武器有償供与協定のおかげで値段が下がり制式化から10年で普通科部隊の大半が完全装甲化されることになった。
86式戦車
湾岸戦争時の最新鋭戦車。湾岸戦争時には当戦車を定数一杯装備した第72戦車連隊が再編成された第一独立装甲連隊の中核として派遣された。同じ作者の小説『遙かなる星』の世界にも同名の陸自戦車が存在する。
87式自走35ミリ機関砲
本車の砲塔部をベースにした艦載連装砲「90式」が湾岸戦争後の「やまと」への改修で搭載される。
155ミリ榴弾砲
ヴェトナム戦争、湾岸戦争時に使用。
MLRS
陸自第7機甲師団などに配備されており、1994年には北海道での演習に参加している。

ヘリコプター
HU1B、HU1D
ヴェトナム戦争に派遣された第二ヘリ団が使用した多用途ヘリコプター。直接登場はしないが、救難活動やガンシップ化して火力支援に用いられている。

#### 海上自衛隊
超大型護衛艦（戦艦）
「やまと」
旧戦艦「大和」。詳細は「#大和型戦艦の概要・活躍」を参照。

航空護衛艦（空母）
雲龍型「かつらぎ」
北海道戦争時に復帰させた旧雲龍型空母「葛城」。ジェット機対応改修がなされており、ヴェトナム戦争では対地支援専用の母艦航空隊のみを搭載して参加している。ヴェトナム戦争後は呉で記念艦になり、博物館として利用されている。藤堂進も河川舟艇隊に配属される直前までは、短期間だが同艦に乗って「ヴェトナム・クルーズ」を経験している。
エセックス級「あかぎ」「かが」
アメリカから供与されたエセックス級空母。「かつらぎ」同様ジェット機対応改修がなされており、ヴェトナム戦争では「かが」が参加している（「あかぎ」はオーバーホールを受けていた）。
しょうかく型航空護衛艦「しょうかく」「ずいかく」
湾岸戦争・統一戦争時の主力空母。60年代末に決定された「奇跡のような予算措置」により建造された、満載排水量90,000トン・艦載機数約100機の大型空母。湾岸戦争後、SLEPプログラムにより延命され、「10・4・10・10艦隊計画」に基づき艦橋にSPY-1等を装備した。艦名は一般公募から命名されている。後継艦は21世紀初頭に「ひりゅう」の艦名で造られると艦船専門誌等では観測されている。
ほうしょう型航空護衛艦「ほうしょう」「ひしょう」
統一戦争時の主力空母。全長約260m、全幅約130m、艦載機数約70機の世界初の双胴空母。艦体左側にスキージャンプ甲板・右側に電磁カタパルトを装備する他、しょうかく型と同様、「10・4・10・10艦隊計画」に基づき艦橋にSPY-1等を装備している（SLEPにより装備したしょうかく型と異なり、本型は就役時から装備）。ほうしょう型以降は艦艇命名基準に「航空護衛艦には国民一般の共感を呼ぶ名称を使用する」という項目が付け加えられている。

その他の護衛艦・船舶（ヴェトナム戦争）
あきづき型護衛艦「あきづき（初代）」
ヴェトナム戦争に参加し、「やまと」らと共に対地艦砲射撃を行う。藤堂進もヴェトナム戦争前に乗っていた。
PBR
ヴェトナム戦争で使用された河川舟艇。ブローニングM2重機関銃、81ミリ迫撃砲、40ミリ自動擲弾発射器、4連装12.7㎜機銃座M45などで武装している。ヴェトナムに派遣された藤堂進（当時二尉）が艇長として乗り組む。

その他の護衛艦（湾岸戦争 - 統一戦争）
あきづき型打撃護衛艦「あきづき」
打撃護衛艦。詳細は「#用語」を参照。
こんごう型護衛艦「きりしま」
イージス艦。「10・4・10・10艦隊計画」により建造。要求仕様の増大により規模の拡大が行われ、史実と異なり排水量13,000トンの大型護衛艦となった。統一戦争時は第二機動任務群の1隻として参加。
はたかぜ型護衛艦「はたかぜ」
ミサイル護衛艦。統一戦争時は第二機動任務群の1隻として参加。
はつゆき型護衛艦「しらゆき」
「10・4・10・10艦隊計画」に基づき就役した対潜護衛艦。当初は全8隻の建造が予定されていたが、後に計画の変更により史実同様12隻が建造された。
あさぎり型護衛艦「あまぎり」
「10・4・10・10艦隊計画」に基づき就役。史実同様はつゆき型の改良型として8隻が建造されており、北日本のエックスレイII級に対応すべく改良が行われている。
しらね型護衛艦
「10・4・10・10艦隊計画」に基づき就役。ただ、作中では就役したこと以外具体的に記述されておらず、史実と性能が異なる可能性がある。

戦闘機／攻撃機
F7UJカットラス
ヴェトナム戦争時の主力戦闘機。「かが」に搭載されている。交戦した藤堂守からは「古い機体」「着艦時の事故が多いことから合衆国が当の昔にお払い箱にしてしまった艦上戦闘機」と評された。
その後は不明だが、藤堂守が「東京政府（日本国）が排水量75000トンの新型空母（後のしょうかく型航空護衛艦）を完成させるまで新しい艦上戦闘機を導入しないという話は本当だったらしい」という独白をしていること、海上自衛隊がファントムではなくより新しいトムキャット装備に踏み切ったことから、しょうかく型の配備に合わせてトムキャットに置き換えられたと思われる。
A4EJスカイホーク
ヴェトナム戦争時に使用。「かが」に搭載されている。
F14Jトムキャット
湾岸戦争時の主力戦闘機。国産エンジンの搭載、アクティブフェーズドアレイレーダーなどの国産アビオニクスの装備など多くの改良が施されている他、対地攻撃能力や空対艦ミサイルの運用能力を付与した「F14J改戦闘攻撃機」が配備されている。
統一戦争時にはFV2の飛行隊だけを乗せることになった「ほうしょう」から、トムキャットの飛行隊が下ろされて航空自衛隊の支援に回された。
FV1Jハリアー（A型、J型）
シーハリアーを改良した垂直離着陸戦闘機。愛称は「Jハリアー」でA型とJ型が存在している他、空自にも配備されている。
改装された「やまと」での運用も一時的ながら考慮されていたほか、統一戦争前には退役間近にもかかわらず「ほうしょう」に配備されている。
FV2ヴァルキリー（B型、D型）
湾岸戦争・統一戦争時の主力戦闘攻撃機。補助スラスターや機体下部にVTOL用のノズルを有した垂直離着陸が可能な前進翼機で、二次元推力偏向ノズルや多少のステルス性も有している。
1993年時点では海自に加えて空自にも約100機が配備され、統一戦争では「ほうしょう」所属機が第三次日本海海戦で敵空母「統一」のSU27戦闘機と交戦している他、藤堂進を乗せたD型が、「やまと」後部甲板に降りている。

早期警戒機／電子戦機
E2ホークアイ
早期警戒機。湾岸戦争時に使用。統一戦争前は赤衛艦隊の監視も行っている。
E3B
電子戦機。新明和製の双発機シリーズのバリエーションのひとつで、「ほうしょう」に搭載されている。
E1C/D
早期警戒機。新明和製の双発機シリーズのバリエーションのひとつで、「ほうしょう」に搭載されている。E1Dは統一戦争時に使用される。
EA3B
電子戦機。湾岸戦争時に使用される。

ヘリコプター
SH60J
「やまと」「ほうしょう」などの護衛艦に搭載されている対潜ヘリ。統一戦争時に使用される。
UH60J
輸送ヘリ。「やまと」乗艦取材に招待された福田定一を輸送する。

空対空ミサイル
AIM54フェニックス・ミサイル
湾岸戦争での空母ミッドウェイを巡る戦闘で藤堂輝男らのF14Jに搭載されて使用。
スパロー - AIM9Lサイドワインダー
スパローは主にF14JとFV2に搭載されて使用。サイドワインダーはF14Jと空自のF15CJ改にも搭載されている。

艦対艦ミサイル
SSM2
統一戦争時に使用された艦対艦ミサイル。サステナーにはターボジェットエンジンとロケットブースターの2種類を採用しており、目標付近までターボジェットで飛行後、ロケットブースターに点火して突入する。終末誘導には赤外線画像識別誘導方式を採用している。

銃器
64式カービン
ヴェトナム戦争緒戦での戦訓を元に作られた64式小銃の改造型。陸自の幹部や装甲車両乗員向けに1968年から配備が開始されているほか、ヴェトナム派遣部隊には30連タイプの弾倉が配備されている。海自にも配備され、藤堂進（当時二尉）が使用する。

#### 航空自衛隊
戦闘機
F4ファントム/ファントム改
ヴェトナム戦争時に使用され、近接航空支援などを行っている。また1994年の時点ではファントム改、Jハリアー、超音速練習機など約200機が予備機の状態に置かれる。原型は艦載機だが、「海自がファントムをすっとばしてトムキャット装備に踏み切った」ため海上自衛隊には配備されていない。
F15CJ改イーグル
80年代から90年代の空自主力戦闘機。原型機を元に国産エンジンへの換装などを行った独自仕様機となっており、1994年時点で非改型含む約200機が配備されている。
また海空の自衛隊が全ての戦闘機を多用途型に変更しようと計画したAMRF計画により、F14Jトムキャットとともに改造型が開発されている。さらに本機を元にストリーク・イーグルに準ずる改造を行った特別仕様機が宇宙開発事業団（NASDA）に使用されている。

攻撃機
A1HJスカイレイダー
ヴェトナム戦争時に使用。ナパーム弾やロケット弾などの対地兵装で味方への近接航空支援を行う。
AC46J
ヴェトナム戦争時に使用された地上制圧機。旧式の輸送機にM61ヴァルカン砲やM2重機関銃を複数搭載して対地掃射に用いており、その圧倒的火力から味方に「ラドン」と呼ばれている。

観測機／早期警戒機
O2BJ
セスナ機がベースの小型観測機。ヴェトナム戦争時に使用されており、FACを乗せて機上前線航空管制を行う。
E5B
川崎製の4発ジェット機GK520をベースとした空中早期警戒管制機。湾岸戦争に派遣されたほか、湾岸戦争後の1994年には小松基地第128空中警戒管制飛行隊などに配備された改良型「E5C」が登場し、スカイキッド21が乗って赤衛艦隊らを観測している。また海上自衛隊でも原型機のGK520をベースとした「P5E」対潜哨戒機を制式化している。

### 日本民主主義人民共和国・北日本（兵器・装備）

#### 人民赤軍
装甲車両
T34/85
ソヴィエトから供与された北海道戦争時の主力戦車。
68式中戦車改三型
T64の改良型。「T68J3」とも。主砲や装甲、エンジン、射撃統制装置等の改良を段階的に続けた結果、その外見は82式中戦車と似通ったものとなっている。1992年時点では通常戦車師団に配備される戦車の数的主力を担っていた。
82式中戦車改二型
T80の改良型。「T82J2」とも。T80の特徴の一つである主砲発射式の対戦車ミサイルを装備しない他、日米からの部品密輸により完成したレーザー測距システムを装備している。1992年時点では赤衛戦車師団を中心に配備されていた。
65式装輪装甲兵員輸送車
BTR60の改造型の装輪装甲車。「BTR65J」とも。1992年時点では通常師団を中心に配備されている。
83式装甲戦闘車改三型
BMP2を原型とした装軌式の歩兵戦闘車。「BMP83J3」とも。1992年時点では赤衛機動歩兵師団を中心に配備されている。
自走砲
120ミリ/150ミリ砲を搭載した装軌式自走砲。赤衛師団を中心に配備。

地対艦ミサイル
82式地対艦誘導弾
SS-N-12の改造型である弾頭重量約1トン・最高速度マッハ1.3の超音速地対艦ミサイル。誘導方式は無線誘導、レーダー誘導、パッシブ・レーダー誘導といった原型の3種類の他、赤外線誘導型が用意されている。弾頭は通常弾頭の他にもキロトン級反応弾頭を搭載可能で、統一戦争緒戦では亜庭湾を航行中の米海軍機動部隊に対し当ミサイルを装備した3個地対艦攻撃連隊が奇襲攻撃を敢行した。

銃器
マカロフ
北海道戦争時の戦車兵が所持していた拳銃。空軍特殊部隊の宗像考治も使用する。

#### 国家保安省
多連装ロケット発射器カチューシャ
北海道戦争時、国家保安省弾幕大隊に配備されていたロケット砲

122ミリ野砲
北海道戦争時、国家保安省弾幕大隊に配備されていた野砲。

赤外線追尾誘導弾
統一戦争時、国家保安省本部に配備されていた地対空ミサイル。具体的な種類は不明。

#### 赤衛艦隊
第二次日本海海戦時
駆逐艦「解放（初代）」
旧秋月型駆逐艦「春月」。主砲をソヴィエト製100mm連装砲に、魚雷発射管もソヴィエト製3連装発射管に換装している。第二次日本海海戦に赤衛艦隊旗艦として参戦。神重徳座乗。第一砲塔消失などの被害を受けながらエイブル部隊に雷撃を敢行、「やまと」に1発の魚雷を命中させる。これが「やまと」の速力低下に繋がり追撃を断念させた上、「やまと」を狙った魚雷としては迷走と言える航路を進んだ魚雷が偶然にも巡洋艦「セイレム」に命中、これを撃沈した。その後、海戦終盤にアラバマに止めを差し逃走した。
駆逐艦「自由」「独立（初代）」
ともに旧松型駆逐艦（自由は桐、独立（初代）は榧）。第二次日本海海戦に同型艦3隻と共に赤衛艦隊として参戦、雷撃のため突撃するも突撃開始後5分以内に両艦とも大破航行不能に陥り、撃沈された。

第三次日本海海戦時
戦艦「解放」
旧ソヴィエト海軍戦艦「ソヴィエツキー・ソユーズ」。60年代にソヴィエトから購入し赤衛艦隊で就役した。1990年代にはフェーズドアレイレーダーやSA-N-9、対艦ミサイル等を搭載する近代化改修を受け現役に復帰。第三次日本海海戦時は赤衛艦隊旗艦として海自の第2機動任務群と交戦、僚艦と共に対艦ミサイルによる飽和攻撃を仕掛けるが全て撃墜され、逆に海自側からの対艦ミサイル攻撃を被弾し、注排水機能を破壊され横転、主砲弾誘爆により沈没した。
空母「統一」
旧アドミラル・クズネツォフ級航空母艦「ワリヤーグ」。ソヴィエト崩壊後、しょうかく型主力の海自機動部隊に対する戦力バランスの維持を目的として購入、真岡（ホルムスク）で完成した。第三次日本海海戦時には赤衛艦隊唯一の空母として参戦。艦載機を発艦させ交戦させた後、僚艦と共に対艦ミサイルによる飽和攻撃を仕掛けるが全て撃墜され、逆に海自側からの対艦ミサイル攻撃を被弾し炎上、「栄光」と同じような経緯を辿り、沈没した。
巡洋戦艦「栄光」
ロシアより購入したキーロフ級巡洋戦艦。僚艦と共に対艦ミサイルによる飽和攻撃を仕掛けるが全て撃墜され、逆に海自側からの対艦ミサイル攻撃を被弾。応急設備の不備により艦全体に渡る消火不能な規模の大火災を起こし沈没した。
巡洋艦「独立」
ロシアより購入したスラヴァ級巡洋艦。僚艦と共に対艦ミサイルによる飽和攻撃を仕掛けるが全て撃墜され、逆に海自側からの対艦ミサイル攻撃を煙突後部のVLSに被弾、誘爆により真っ二つに折れ轟沈した。

潜水艦
エコー改級
統一戦争時には旧式と化していた潜水艦。統一戦争時、津軽海峡で待ち伏せを行い、「やまと」を雷撃、損傷を与えた。
八月一五日級反応動力潜水艦「真岡」
統一戦争時の主力攻撃型反応動力潜水艦（真岡は6番艦）。全長115メートル、水中排水量8,100トン、最大速力38ノットの大型潜水艦で、特に「真岡」はそれまで建造された八月十五日級と比較して様々な改良が施された結果、放射雑音レベルがロシア式技術の潜水艦としては最良の部類に入る高性能艦となった。
「真岡」が属する八月十五日級は、北日本が独自開発したSS-NJ-23超音速巡航ミサイル（キロトン級反応弾頭搭載可能）を装備・発射可能なSSGNであり、統一戦争緒戦で国後島に展開する米軍部隊に反応兵器による全面攻撃を実施した。西側呼称は「エックスレイII級」（なお、史実のエックスレイ級は深海作業用の原子力ステーションに付けられた呼称である）。
統一戦争では、空母「インディペンデンス」に反応弾を発射、命中させて撃沈した。その後、戦艦「ウィスコンシン」、航空護衛艦「しょうかく」へ攻撃を行い、魚雷数発を命中させたが、撃沈には至らなかった。

航空機
SU27
空母「統一」の艦載機。恐らく艦載機型のSu-33と思われる機体で、第三次日本海海戦時には海上自衛隊航空護衛艦「ほうしょう」のFV2ヴァルキリーと交戦する。
早期警戒ヘリ
空母「統一」の艦載機。機種不明。第三次日本海海戦時には人民空軍の早期警戒機とともに海自機動艦隊の位置情報を赤衛艦隊へ報せる。

#### 人民空軍
戦闘機
保有する戦闘機はMIG15を除きいずれもソヴィエトから設計図を購入し、自国の独自基準に合わせて改良して生産したものである。
MIG15
北海道戦争時に使用。北日本に侵入する合衆国空軍のF86やB29を迎撃しており、人民空軍のパイロットとなった藤堂守もこれに搭乗している。
MIG21
「MIG21J」とも。空自のF4ファントム導入に合わせ生産開始。ヴェトナム戦争時には北ベトナムに派遣された北日本義勇航空隊が使用。ミサイル万能論全盛時代だったため機銃を搭載していないが、それでもAAMを用いて海上自衛隊航空隊機に対して奮戦する。その後、国家航空振興協会に移管され、原油とのバーター取引によりイラン空軍に譲渡された。
MIG23J
海自のF14トムキャット導入に合わせ生産開始。1993年時点ではほとんどの機体が国家航空振興協会に移管されている。
MIG29J
空自のF15改良型・海自のF14改良型に合わせ導入開始。オリジナルのMIG29をベースに独自の改良を行った機体で、西側での通称は「スーパーファルクラム」。湾岸戦争時には後述のSU27と共に人民空軍実働機の6割以上を占めているほか、湾岸戦争に派遣された北日本の対イラク軍事顧問団が使用。1993年時点では予備機となっている。
SU27
MIG29Jと同じく空自のF15改良型・海自のF14改良型に合わせ導入開始。西側での通称は「フランカーJ」。1993年時点ではMIG29Jに代わり主力機として実戦部隊に配備されている。

その他の航空機
MIL8
輸送ヘリ。ロケット弾ポッド等で武装した空軍特殊部隊用の機体と将官専用の機体が登場する。
早期警戒機（AWACS）
イリューシンの輸送機にレーダーを搭載した機体。1990年代に数機が運用されている。

空対空ミサイル（AAM）
65式AAM “電撃” I型
AA-2アトール短距離空対空ミサイルの北日本国産モデル。誘導方式は熱線追尾式。MiG21に搭載して運用される。
89式AAM “斬撃” II型
AA-10アラモ中距離空対空ミサイルの北日本改良品。誘導方式は半自動レーダー誘導。MiG29Jなどに搭載可能。

地対空ミサイル（防空軍）
SA4ガネフ
1982年の南北休戦会談時、第125防空中隊が「領空侵犯機」撃墜のため使用。
SA11改
湾岸戦争時、北日本の対イラク軍事顧問団が使用。

銃器類
AK74
空軍特殊部隊が「AKS74J」という仕様のものを使用する。空軍だけでなく首相護衛師団の特務警護部隊も使用する。
RPG17
合衆国のM72 LAWを真似てつくられた軽対装甲ロケット弾。空軍特殊部隊が使用する。
RGD5
手榴弾。空軍特殊部隊が使用する。

#### 戦略打撃軍
SSJ24「人民三号」
ソヴィエトより供与されたRSD-10中距離弾道弾の中射程試験型「RSD-10D」を原型として開発された射程約1,800キロメートルの中距離弾道ミサイル（IRBM）。1993年10月時点では反応弾頭型・細菌弾頭型・化学弾頭型・通常弾頭型合わせて25発が、樺太の戦略打撃軍弾道ミサイル基地（表向きは実験施設）ミサイルサイロ内に配備されていた。

### アメリカ合衆国
戦艦
ペンシルベニア級戦艦「ペンシルベニア」
ホモンホン沖海戦で沈没。
ニューメキシコ級戦艦「ミシシッピ」
ホモンホン沖海戦で沈没。
テネシー級戦艦「テネシー」「カリフォルニア」
いずれもホモンホン沖海戦で沈没。
コロラド級戦艦「メリーランド」「ウェスト・ヴァージニア」
いずれもホモンホン沖海戦で沈没。
ノースカロライナ級戦艦「ノースカロライナ」「ワシントン」
いずれも沖縄沖海戦で大破。
サウスダコタ級戦艦「サウスダコタ」「インディアナ」「アラバマ」「マサチューセッツ」
インディアナは沖縄沖海戦で沈没。サウスダコタも同海戦で大破するが、後に朝鮮戦争へと参加していることから修理された模様。アラバマは第2次日本海海戦にエイブル部隊旗艦として参加するも沈没。
アイオワ級戦艦「アイオワ」「ニュージャージー」「ミズーリ」「ウィスコンシン」
ニュージャージー、ミズーリは沖縄沖海戦で沈没（作中描写からおそらくアイオワも）。ウィスコンシンのみが太平洋戦争を生き延び、東京湾で日本の降伏調印を行ったのち、湾岸戦争、統一戦争にも参加している。統一戦争では魚雷2発を艦首に被雷しているが、損害は軽微だった。なお、統一戦争前にアイオワ級2隻が予備役にあるとの記述から、アイオワが沈没した場合は史実では建造中止になったイリノイもしくはケンタッキーのいずれか1隻（建造進捗度からケンタッキーか）が就役したことになる。

航空母艦（空母）（湾岸戦争 - 統一戦争）
ミッドウェイ級航空母艦「ミッドウェイ」
湾岸戦争でミサイルの飽和攻撃を受け、合計でミサイル10発以上を被弾、沈没。
フォレスタル級航空母艦「インデペンデンス」
統一戦争で、反応動力潜水艦「真岡」から発射された反応弾頭ミサイルが直撃、沈没。
「エンタープライズ」
反応動力空母。統一戦争で反応弾頭ミサイル2発、通常弾頭ミサイル5発を受け沈没。
ニミッツ級航空母艦「ニミッツ」「セオドア・ローズヴェルト」「エイブラハム・リンカーン」
反応動力空母。セオドア・ローズヴェルトは湾岸戦争に参加。ニミッツとエイブラハム・リンカーンはいずれも統一戦争で大破。ニミッツは反応弾頭ミサイルを被弾した。

護衛空母（太平洋戦争）
カサブランカ級航空母艦「セント・ロー」「ファンショウ・ベイ」「ホワイト・プレーンズ」「カリニン・ベイ」「ガンビア・ベイ」「キトカン・ベイ」
いずれもサマール沖海戦で沈没。

その他の艦艇（太平洋戦争 - 北海道戦争）
ボルチモア級重巡洋艦
デ・モイン級重巡洋艦「セイレム」
第二次日本海海戦で被雷、沈没。
ブルックリン級軽巡洋艦「ナッシュビル」
レイテ島沖でマッカーサー元帥とともに沈没。
フレッチャー級駆逐艦「ジョンストン」
サマール沖海戦で護衛空母を守るため大和に突撃しようとしたが、利根の攻撃で沈没。しかし直前に発射した5インチ砲弾が大和の後部射撃指揮所に命中したほか、このとき利根の放った砲弾1発が流れ弾となって大和の艦橋に命中、艦隊司令部と艦長一同を全滅させた。
ジョン・C・バトラー級護衛駆逐艦「サミュエル・B・ロバーツ」
サマール沖海戦で僚艦「ジョンストン」とともに日本艦隊に突撃したが、大和の後部主砲の攻撃で沈没。
ガトー級潜水艦「キラー・ホエール」
太平洋戦争の最中、戦闘航海中に日本の駆逐艦と輸送船を撃沈する。

その他の艦艇（湾岸戦争 - 統一戦争）
カリフォルニア級原子力ミサイル巡洋艦「カリフォルニア」「サウス・カロライナ」
原子力ミサイル巡洋艦。統一戦争でカリフォルニアが沈没、サウス･カロライナが大破。
バージニア級原子力ミサイル巡洋艦「ヴァージニア」
統一戦争で沈没。
タイコンデロガ級ミサイル巡洋艦「タイコンデロガ」「アンツィオ」「レイテ･ガルフ」「フィリピン･シー」「ヴェラ･ガルフ」「プリンストン」
イージス巡洋艦。湾岸戦争ではタイコンデロガが沈没。統一戦争でアンツィオ、レイテ･ガルフ、フィリピン･シー、ヴェラ･ガルフが沈没、プリンストンが大破。
キッド級ミサイル駆逐艦「キッド」「キャラハン」「スコット」
統一戦争でキッド、キャラハンが沈没、スコットが大破。
アーレイ・バーク級ミサイル駆逐艦「ジョン･バリー」「ジョン･ポール･ジョーンズ」
統一戦争でジョン･バリーが沈没、ジョン･ポール･ジョーンズが大破。
スプルーアンス級駆逐艦「スプルーアンス」「ヒューイット」「オルデンドルフ」「メリル」「スタンプ」「ファイフ」「フレッチャー」
湾岸戦争でヒューイットとオルデンドルフが沈没。統一戦争でスプルーアンス、メリル、スタンプ、フレッチャーが沈没、ファイフが大破。
オリバー・ハザード・ペリー級ミサイルフリゲート「オーブレイ･フィッチ」「マクラスキー」「ヴァンデクリフト」「ルーベン･ジェイムズ」「デイヴィス」
湾岸戦争でデイヴィスが沈没。統一戦争でルーベン･ジェイムズ、オーブレイ･フィッチが沈没、マクラスキー、ヴァンデクリフトが大破。
ワスプ級強襲揚陸艦「ワスプ」
統一戦争緒戦の北日本における軍事クーデターを受けて、自衛隊に合流するべく陸軍第24機械化歩兵師団第1旅団を乗せて国後島クナシリ基地から移動しようとしていたところ、北日本の反応弾攻撃を受けてクナシリ基地と人員装備もろとも被爆する。

航空機（太平洋戦争 - 北海道戦争）
SB2Cヘルダイバー
急降下爆撃機。シブヤン海海戦時に使用される。
TBFアヴェンジャー
シブヤン海海戦時、沖縄戦時に使用される。
F4Uコルセア
サマール沖海戦時のカサブランカ級護衛空母の艦載機。乗艦ごと撃沈される。
B29
戦略爆撃機、太平洋戦争中に使用される。日本各地への低高度夜間焼夷弾爆撃と機雷投下を実施したほか、大戦終結直前の1945年8月25日には函館へ、26日には旭川への反応弾投下を行う。また大戦終結後の北海道戦争時には北日本への爆撃を行っている。
F86
北海道戦争に参加、国後島と択捉島に展開している。藤堂守はこれを1機撃墜している。

航空機（北海道戦争後）
F16
国後島の在日米空軍基地に所属している戦闘機。空自のF15CJ改イーグルと異機種間訓練（DACT）を行う。
F/A18
湾岸戦争時の「ミッドウェイ」の艦載機。ミサイルの被弾により多数が艦と共に沈んだ。
E2ホークアイ
湾岸戦争時の「ミッドウェイ」の艦載機。
E8A/JSTARS
湾岸戦争に実戦テストを兼ねて派遣される。
E3Bセントリー
早期警戒管制機（AWACS）。湾岸戦争に派遣される。
A10、ハリアー、F15
湾岸戦争に派遣されている。

車両
M4中戦車
太平洋戦争時に使用。レイテ湾に突入した日本艦隊の艦砲射撃で大隊ごと吹き飛ばされているが、各地では日本陸軍戦車を圧倒している事が言及される。警察予備隊も使用し、北海道戦争に投入。
M3ハーフトラック
北海道戦争時にジョージ・パットンが移動用に使用。
ハンヴィー
湾岸戦争時に海兵隊の偵察小隊が使用。
LAV25
湾岸戦争時に海兵隊の偵察小隊が使用。

銃器
XM177Eカービン
ヴェトナム戦争でアメリカ陸軍特殊部隊群（グリーン・ベレー）の隊員が使用する。

### ソヴィエト連邦
戦艦・巡洋戦艦
「ガングート」、「セヴァストポリ(I)」、「アルハンゲリスク」（ロイアル・ソヴリン)
石狩湾海戦で沈没。
ソヴィエツキー・ソユーズ級戦艦「ソヴィエツキー・ソユーズ」
主砲48.5口径40センチ砲3連装3基9門を搭載した6万トン級戦艦。元々は同型3番艦の「ソビエツカヤ・ベラルーシ」であり、史実同様建造が中断されていたが、日本最後の実働戦艦大和と武蔵が日本の南北で米ソ艦隊に大打撃を与えるのを見たスターリンが、艦隊の中核戦力として戦艦が必要だと信じ込んでしまい、スターリンの直接命令で後述のクロンシュタット級巡洋戦艦ともども強引に建造が再開。戦後に完成し、完成後に「ソヴィエツキー・ソユーズ」へと改名されて就役している。北海道戦争では第二次日本海海戦時にソヴィエト援日義勇艦隊として参加。戦艦「アラバマ」を撃沈するも、自身も大破の被害を負う。その後60年代に北日本に売却され「解放」に改名される。以降の詳細は「#赤衛艦隊」を参照。
ちなみに同型艦の「ソヴィエツカヤ・ルーシ」もまたスターリンの命令により建造を再開されたことがエイブル部隊のケネディ中佐により語られるが、北海道戦争の時点では建造中だった。同艦がその後どうなったかは不明。
クロンシュタット級巡洋戦艦「クロンシュタット」「セヴァストポリ(II)」
主砲54.5口径30センチ砲3連装3基9門、最大速力32ノットを誇る巡洋戦艦。史実同様建造が中断されていたが、「ソヴィエツキー・ソユーズ」と共にスターリンの直接命令で建造が再開され戦後に完成。北海道戦争では第二次日本海海戦時にソヴィエト援日義勇艦隊として参加するも、両艦とも沈没する。
その他艦艇
キーロフ
重巡洋艦。第二次日本海海戦において義勇艦隊側唯一の重巡洋艦として参加し、大破。
チャパエフ、フルンゼ、スヴェルドルフ
オグネヴァイ級
駆逐艦。石狩湾に来襲し、ソ連の対日参戦の原因となる石狩湾事件を引き起こす。
航空機
YAK9
対日参戦したソ連軍が使用した戦闘機。
MIL8
ヴェトナム戦争でスペツナズの輸送に使われた輸送ヘリ。
MIG23、SU24、SU27、TU22
湾岸戦争でイラクに派遣されたソ連軍事顧問団の機体。
戦車
T34
太平洋戦争中、北海道に侵攻したソ連軍が装備。日本陸軍の戦車を質と量で圧倒する。
銃器類
モシン・ナガント・ライフル
太平洋戦争中、北海道に侵攻したソ連軍兵士が使用する。
AKMSカービン
ヴェトナム戦争でコンドラチェンコらスペツナズの隊員が使用する。
AK47
スペツナズの隊員が使用。一部の隊員は40ミリ擲弾発射器を装備したものを使用している。北日本でも国境警備の部隊が使用している。
RPKS
分隊支援機関銃。スペツナズの隊員が使用する。
スペツナズ・ナイフ
コンドラチェンコが使用。

### その他
ヴェトナム
RPG7
ヴェトナム戦争でヴェトコンが使用する。

イラク
SU24
イラク空軍機。湾岸戦争時にイラン領への亡命（イラン・ツアー）を行う。
アドナンI
Il-76輸送機にフランス製レーダーを搭載したイラク空軍の空中警戒管制機。湾岸戦争時に北日本とソ連の両軍事顧問団の指揮下に置かれ、藤堂守・コンドラチェンコらが立案した作戦の支援を行う。
T72、K63
イラク陸軍の戦車とAPC。湾岸戦争時に使用。
C201
イラクが中国から買い込んだ地対艦ミサイル。湾岸戦争時に使用される。

イラン
F14トムキャット
イラン空軍所属機。湾岸戦争時、イランに接近する編隊をレーダーで監視する。

その他
スミス&ウェッソンM10
ヴェトナム派遣中の藤堂進（二尉）がサイゴンで購入した合衆国軍の横流し品の拳銃。
ワルサーPPK
藤堂守の私物の拳銃。元はドイツ武官だった神重徳が守の父、藤堂明に土産であげたものを明が守の出征祝いに渡したもの。帝国海軍中尉時代に彼が遭遇した、彼にとってのトラウマとなる出来事に深く関係している。
人民空軍大佐時代にヴェトナム戦争へ派遣された際も彼はワルサー社製拳銃を持ち込んでいるが、こちらもワルサーPPKかどうかは不明。

## 書誌情報
新書版 トクマノベルズ（徳間書店）
- 征途 1 衰亡の国（1993年3月）ISBN 978-4-1915-5130-5
- 征途 2 アイアン・フィスト作戦（1993年8月）ISBN 978-4-1915-5251-7
- 征途 3 ヴィクトリー・ロード（1994年2月）ISBN 978-4-1985-0056-6

文庫版 徳間文庫（徳間書店）
- 征途 上 衰亡の国（2003年9月）ISBN 978-4-1989-1938-2
- 征途 中 アイアン・フィスト作戦（2003年10月）ISBN 978-4-1989-1957-3
- 征途 下 ヴィクトリー・ロード（2003年11月）ISBN 978-4-1989-1969-6

愛蔵版 中央公論新社
- 征途 愛蔵版（2017年9月）ISBN 978-4-1200-5006-0
  - 全3巻を合本した函入愛蔵版。初期短篇「晴れた日はイーグルにのって」、押井守の追悼インタビューを併録。